# NCT 127
NCT 127 (in coreano: 엔시티 127) sono un gruppo musicale sudcoreano nato nel 2016 come seconda subunità artistica della boy band NCT, formata dalla SM Entertainment.

## Nome
Il nome della subunità è composto dall'acronimo di "Neo Culture Technology" e dal numero 127, che rappresenta il meridiano della loro città, ovvero Seul.

## Storia del gruppo
La composizione originale, al 1º luglio 2016, del gruppo, prevedeva la presenza di sette elementi: Taeil, Taeyong (leader), Yuta, Jaehyun, Winwin, Mark e Haechan.
La prima pubblicazione del gruppo è stato l'EP NCT #127, uscito nel luglio 2016.
Entro la fine del 2016 entrano nella formazione altri due cantanti, ovvero Doyoung e Johnny, con la "line-up" che diventa quindi di nove elementi.
Nel gennaio 2017 viene pubblicato l'EP Limitless, mentre nel giugno dello stesso anno è la volta di Cherry Bomb.
A febbraio del 2018, insieme alle altre unità degli NCT, pubblicano l'album NCT 2018 EMPATHY contenente la canzone degli NCT 127 Touch. Pochi mesi dopo, a maggio, pubblicano Chain, il loro debutto giapponese. A ottobre invece viene pubblicato il loro primo album in studio Regular-Irregular con l'aggiunta di un nuovo membro, Jungwoo.
Nell'aprile 2019 viene pubblicato Awaken, primo album della discografia giapponese mentre ad aprile esce l'EP We Are Superhuman. Sempre nel 2019 il gruppo collabora con Jason Derulo e Lay per il singolo Let's Shut Up & Dance e con Ava Max per il remix del brano So Am I.
Nel marzo 2020 esce il secondo album coreano Neo Zone, con il repackage Neo Zone: The Final Round. Nel febbraio 2021 pubblicano il secondo EP giapponese Loveholic. A settembre pubblicano il loro terzo album in studio Sticker e a ottobre è uscito il suo repackage Favorite.

## Formazione

### Membri attivi
- Johnny (쟈니 - Seo Johnny) – ballerino, rap (2016-presente)
- Taeyong (태용 - Lee Taeyong) – leader, rap, ballerino (2016-presente)
- Yuta (中本悠太 - Nakamoto Yuta) – ballerino, rap, voce (2016-presente)
- Doyoung (도영 - Kim Dongyoung) — voce (2016-presente)
- Jaehyun (재현 - Jeong Yoo Oh) — voce, ballerino, rap (2016-presente)
- Jungwoo (정우 - Kim Jungwoo) – voce, ballerino (2018-presente)
- Mark (마크 - Lee Mark) – rap, ballerino (2016-presente)
- Haechan (해찬 - Lee Donghyuk) - voce, ballerino (2016-presente)

### Membri inattivi
- Winwin (董思成 - Dong Si Cheng) – ballerino, rap (2016-2018)

### Membri passati
- Taeil (태일 - Moon Taeil) – voce (2016-2024)

## Discografia

### Album in studio
- 2018 – Regular-Irregular
- 2019 – Awaken
- 2020 – Neo Zone
- 2021 – Sticker
- 2022 – 2 Baddies
- 2023 – Fact Check
- 2024 – Walk

### EP
- 2016 – NCT #127
- 2017 – Limitless
- 2017 – Cherry Bomb
- 2018 – Chain
- 2018 – Up Next Session: NCT 127
- 2019 – We Are Superhuman
- 2021 – Loveholic
- 2023 – Be There For Me

### Album dal vivo
- 2019 – Neo City: Seoul – The Origin

### Riedizioni
- 2018 – Regulate
- 2020 – Neo Zone: The Final Round
- 2021 –  Favorite
- 2023 – Ay-Yo